# François Cosserat
François Cosserat (Douai, 26 ottobre 1852 – 22 marzo 1914) è stato un ingegnere e matematico francese noto per le sue teorie sui corpi deformabili scritte con suo fratello Eugène.

## Opere
- Cosserat Eugène, et Cosserat, François. Note sur la théorie de l'action euclidienne[collegamento interrotto]
- Cosserat Eugène, et Cosserat, François. Sur la théorie de l'élasticité. Premier mémoire. Annales de la faculté des sciences de Toulouse, Sér. 1, 10, p.  1-116 (1896).
- Cosserat, Eugène, et Cosserat, François, Sur la statique de la ligne déformable, Comptes Rendus hebdomadaires des séances de l'Académie des sciences (Paris), 145, pp. 1409–1412, 1907.
- Cosserat, Eugène, et Cosserat, François, Sur la théorie des corps minces, Comptes Rendus hebdomadaires des séances de l'Académie des sciences (Paris), 146, pp. 169–172; p. 256, 1908.